# 芒廷格羅夫鎮區 (密蘇里州賴特縣)
芒廷格羅夫鎮區（英語：Mount Grove Township）是位於美國密蘇里州賴特縣的一個行政鎮區。

## 地方資料
芒廷格羅夫鎮區的面積為140.18平方千米，當中陸地面積為140.03平方千米，而水域面積為0.15平方千米。根據2020年美國人口普查的數據，當地共有人口5791人，而人口密度為每平方千米41.31人。